# تحلية المياه في السعودية
تتصدر السعودية دول العالم في إنتاج المياه المحلاة بإنتاج تجاوز مليار وستة ملايين متر مكعب من المياه سنوياً بنسبة 18% من الإنتاج العالمي. ولا تزال الهيئة السعودية للمياه في السعودية تحافظ على مكانتها كأكبر منتج للمياه المحلاة في العالم، بإنتاج بلغ (1006.6) مليون متر مكعب، منها (495.3) ملايين متر مكعب من محطات الساحل الشرقي بنسبة (49.2%)، و(511.3) مليون متر مكعب من محطات الساحل الغربي بنسبة (50.8%) من إجمالي تصدير المؤسسة. وبلغت حجم الطاقة الكهربائية المولدة في محطات التحلية البلغ عددها 27 محطة تحلية عاملة (24.884.807) ميجاوات في الساعة.

## الإنتاج والتغطية
حتى شهر مارس 2015، كان الإنتاج قد بلغ أكثر من مليار متر مكعب من المياه المحلاة سنوياً. يغذي أكثر من 40 مدينة ومحافظة وقرية، منها الرياض - سدير- الوشم - حفر الباطن - النعيرية - قرية العليا - رأس الخير - المدينة المنورة - ينبع البحر - محافظة المهد - الصويدرة - الحناكية، .

## التاريخ
عرفت البلاد تحلية المياه المالحة منذ أكثر من 100 عام، وبالتحديد عام 1325هـ / 1907م، عندما شغلت في مدينة جدة على ساحل البحر الأحمر وحدة تكثيف وتقطير مياه البحر المالحة والتي نزعت من إحدى البوارج الغارقة قبالة سواحلها ونصبت بمينائها، وعرفت باسم الكنداسة. وهي أول وحدة تحلية تنشأ على اليابسة حيث كانت تلك التقنية تستخدم فقط في السفن العسكرية والتجارية التي تبحر أياما وأسابيع دون توقف للتزود بالماء، وكان الغرض من هذه الوحدة دعم مصادر المياه العذبة في جدة.
وفي عام 1348هـ أمر عبد العزيز آل سعود بإنشاء وحدة تكثيف لتقطير مياه البحر وذلك لدعم مصادر المياه العذبة بعد أن لاحظ معانات الحجاج والمعتمرين عند وصولهم إلى ميناء جده من قلة المياه العذبة المتاحة والتي بالكاد كانت تكفي ساكنيها.

## محطات حالية

### محطات الهيئة السعودية للمياه
| ترتيب | اسم المحطة    | المرحلة         | بدء التشغيل والإنتاج | عملية التحلية المستخدمة | إنتاج المياه (م3 يومياً)   | إنتاج الكهرباء (ميجا وات) | المدن المستفيدة وملاحظات | مراجع       |
| ----- | ------------- | --------------- | -------------------- | ----------------------- | ------------------------- | ------------------------- | --- | ----------- |
| 1     | محطة جدة      | الرابعة         | 1401 هـ              | تبخير وميضي             | 190,555                   | 500                       | جدة |             |
| 3     | محطة جدة      | تناضح الأولى    | 1409 هـ              | تناضح عكسي              | 48,848                    |                           | جدة |             |
| 4     | محطة جدة      | تناضح الثانية   | 1414 هـ              | تناضح عكسي              | 48,848                    |                           | جدة |             |
| 4     | محطة جدة      | ت ع الثالثة     | 1434 هـ /2013م       | تناضح عكسي              | 240.000                   |                           | جدة | [ 4 ] [ 5 ] |
| 5     | محطة الشعيبة  | الأولى          | 1409 هـ              | تبخير وميضي             | 191,780                   | 157                       | مكة المكرمة، الطائف | [ 6 ]       |
| 6     | محطة الشعيبة  | الثانية         | 11 مارس 2003         | تبخير وميضي             | 390,909 (100 مليون جالون) | 340                       | مكة المكرمة، الطائف، جدة | [ 6 ]       |
| 7     | محطة ينبع     | الأولى          | 1401 هـ              | تبخير وميضي             | 94,625                    | 250                       | المدينة المنورة، ينبع والقرى المجاورة لها |             |
| 8     | محطة ينبع     | الثانية         | 1420 هـ              | تبخير وميضي             | 120,096                   | 35                        | المدينة المنورة، ينبع والقرى المجاورة لها |             |
| 9     | محطة ينبع     | تناضح عكسي      | 1420 هـ              | تناضح عكسي              | 106,904                   |                           | المدينة المنورة، ينبع والقرى المجاورة لها |             |
| 10    | محطة الشقيق   | الأولى          | 1409 هـ              | تبخير وميضي             | 83,432                    | 62                        | أبها، خميس مشيط، أحد رفيدة والمدينة العسكرية والمدن والقرى المجاورة لها.                                                                                 |             |
| 11    | محطة حقل      | الثانية         | 1410 هـ              | تناضح عكسي              | 3,784                     |                           | حقل والقرى المجاورة لها |             |
| 12    | محطة ضبا      | الثالثة         | 1409 هـ              | تناضح عكسي              | 3,784                     |                           | ضبا والقرى المجاورة لها |             |
| 13    | محطة الوجه    | الثالثة         | 1430 هـ              | متعدد التأثير ( MED )   | 7,740                     |                           | الوجه والقرى المجاورة لها |             |
| 14    | محطة أملج     | تناضح عكسي      | 1406هـ               | تناضح عكسي              | 3,784                     |                           | أملج |             |
| 15    | محطة أملج     | المرحلة الثالثة | 1430هـ               | متعدد التأثير (MED )    | 7,740                     |                           | املج والقرى التابعه لها |             |
| 16    | محطة رابغ     | المرحلة الثانية | 1430هـ               | متعدد التأثير (MED )    | 15,480                    |                           | رابغ، مستورة، ثول |             |
| 17    | محطة العزيزية | الأولى          | 1407 هـ              | إعادة تسخين             | 3,870                     |                           | جزيرة العزيزية |             |
| 18    | محطة البرك    | الأولى          | 1403 هـ              | تناضح عكسي              | 1,952                     |                           | البرك والقرى المجاورة لها (مشروع سقيا مركز أم البرك عبارة عن محطة تحلية ذاتية تعتمد على سحب مياه الآبار الجوفية وإعادة انتاجها كمياه محلاَّة صالحة للشرب.) | [ 8 ]       |
| 19    | محطة فرسان    | الثانية         | 1430 هـ              | متعدد التأثير MED       | 7,740                     |                           | جزيرة فرسان |             |
| 20    | محطة القنفذه  | الأولى          | 1429 هـ              | متعدد التأثير MED       | 7,740                     |                           | القنفذة - القوز - حلي |             |
| 21    | محطة الليث    | الأولى          | 1430 هـ              | متعدد التأثير MED       | 7,740                     |                           | الليث |             |
| 22    | محطة الخبر    | الثانية         | 1403 هـ              | تبخير وميضي             | 191,780                   | 500                       | الخبر، الدمام، مطار الظهران، القطيف، سيهات، صفوى، رأس تنورة                                                                                              |             |
| 23    | محطة الخبر    | الثالثة         | 1422 هـ              | تبخير وميضي             | 240,800                   | 311                       | الخبر، الدمام، مطار الظهران، القطيف، سيهات، رأس تنورة، الهفوف، بقيق                                                                                      |             |
| 24    | محطة الجبيل   | الأولى          | 1402 هـ              | تبخير وميضي             | 118,447                   | 238                       | الرياض، الجبيل و القاعدة البحرية بالجبيل و شركة صدف |             |
| 25    | محطة الجبيل   | الثانية         | 1403 هـ              | تبخير وميضي             | 815,185                   | 762                       | الرياض، الجبيل و القاعدة البحرية بالجبيل و شركة صدف |             |
| 26    | محطة الجبيل   | تناضح عكسي      | 1422 هـ              | تناضح عكسي              | 78,182                    |                           | الرياض، سدير، القصيم |             |
| 27    | محطة الخفجي   | الثانية         | 1406 هـ              | تبخير وميضي             | 19,682                    |                           | الخفجي |             |
|       |               |                 |                      | المجموع                 | 3.051.427 (م3 يومياً)      | 3155 (ميجا وات)           | |             |

### محطات بمشاركة القطاع الخاص
محطات التحلية وتوليد الطاقة الكهربائية بمشاركة القطاع الخاص، هي مشاريع لإنتاج الماء والطاقة، والتي يتم تنفيذها من قبل القطاع الخاص بأسلوب البناء والتملك والتشغيل (BOO) لمدة عشرين عاماً. وتكون بشكل شركة مساهمة مقفلة، يتملك القطاع الخاص نسبة (60%) وصندوق الإستثمارات العامة نسبة (32%) والشركة السعودية للكهرباء (8%) من الأسهم، وتقوم الشركات خلال مدة (20) عاما ببيع الإنتاج من الماء والطاقة الكهربائية إلى شركة الماء والكهرباء بموجب اتفاقية شراء الماء والكهرباء المبرمة بينهما، ومن ثم تقوم شركة الماء والكهرباء بعد ذلك ببيع الماء للمؤسسة العامة لتحلية المياه المالحة وبيع الطاقة الكهربائية للشركة السعودية للكهرباء، وتتولى كل من المؤسسة العامة لتحلية المياه المالحة تنفيذ المشاريع التكميلية لخطوط نقل المياه المنتجة من موقع المشروع إلى المدن المستفيدة وكذلك تتولى الشركة السعودية للكهرباء تنفيذ مشروعات خطوط نقل الطاقة الكهربائية المنتجة من المشروع إلى المدن المستفيدة.
| ترتيب | اسم المحطة                      | الموقع (المرحلة)          | بدء التشغيل والإنتاج | عملية التحلية المستخدمة   | إنتاج المياه (م3 يومياً) | إنتاج الكهرباء (ميجا وات) | المدن المستفيدة وملاحظات | مراجع        |
| ----- | ------------------------------- | ------------------------- | -------------------- | ------------------------- | ----------------------- | ------------------------- | --- | ------------ |
| 1     | شركة الشعيبة للمياه والكهرباء   | الشعيبة (المرحلة الثالثة) | 25 يوليو 2009م       | تبخير وميضي متعدد المراحل | 880.000                 | 900                       | ماء لكل من: مكة المكرمة والمشاعر المقدسة وجدة والطائف والباحة. وطاقة كهربائية تغذي كل من مكة المكرمة والطائف وجدة                                          | [ 9 ]        |
| 2     | شركة الشعيبة للمياه والكهرباء   | الشعيبة (المرحلة الرابعة) | 28 فبراير 2009م      | تناضح عكسي                | 150.000                 | -                         | مخصصة بالكامل لمدينة جدة من خلال عدد 10 قاطرات تحلية بقدرة 15,000 م3 يوميا للقاطرة الواحدة.                                                                | [ 9 ] [ 11 ] |
| 2     | شركة الشقيق للمياه والكهرباء    | الشقيق (المرحلة الثانية)  | 1 ديسمبر 2010م       | تناضح عكسي                | 212.000                 | 850                       | منطقتي جازان وعسير | [ 9 ]        |
| 3     | شركة رأس الزور للمياه والكهرباء | رأس الزور                 |                      |                           | 1.000.000               | 1100                      | (100.000) (م3 يومياً) لمدينتي النعيرية وحفر الباطن، و(100.000) (م3 يومياً) لمحافظات شقراء والغاط والمجمعة والزلفي وثادق، و(800.000) (م3 يومياً) لمدينة الرياض | [ 9 ]        |
|       |                                 |                           |                      | المجموع                   | 2.242.2000 (م3 يومياً)   | 2.850 (ميجا وات)          | |              |

### محطات مدن صناعية
هي محطات تحلية مياه مالحة تابعة للهيئة السعودية للمدن الصناعية ومناطق التقنية "مدن" بغرض توفير المياه للمدن الصناعية في السعودية.
| ترتيب | اسم المحطة      | الموقع (المرحلة) | بدء التشغيل والإنتاج | عملية التحلية المستخدمة | إنتاج المياه (م3 يومياً) | إنتاج الكهرباء (ميجا وات) | المدن المستفيدة وملاحظات                   | مراجع  |
| ----- | --------------- | ---------------- | -------------------- | ----------------------- | ----------------------- | ------------------------- | ------------------------------------------ | ------ |
| 1     | صناعية الدمام 3 | الدمام           |                      |                         | 6.000                   | غ . م                     | المدينة الصناعية في الدمام المرحلة الثالثة | [ 13 ] |
| 2     | صناعية سدير     | سدير             |                      |                         | 6.000                   | غ . م                     | المدينة الصناعية في سدير                   | [ 13 ] |
| 3     | صناعية الخرج    | الخرج            |                      |                         | 6.000                   | غ . م                     | المدينة الصناعية في الخرج                  | [ 13 ] |
|       |                 |                  |                      | المجموع                 | - (م3 يومياً)            | - (ميجا وات)              |                                            |        |

### محطات قطاع خاص
| ترتيب | اسم المحطة         | الموقع (المرحلة) | بدء التشغيل والإنتاج | عملية التحلية المستخدمة | إنتاج المياه (م3 يومياً) | إنتاج الكهرباء (ميجا وات) | المدن المستفيدة وملاحظات                                                                          | مراجع                |
| ----- | ------------------ | ---------------- | -------------------- | ----------------------- | ----------------------- | ------------------------- | ------------------------------------------------------------------------------------------------- | -------------------- |
| 1     | جدة سواكو          |                  |                      |                         | 15,000                  |                           | محطات قطاع خاص                                                                                    | [ 14 ]               |
| 2     | شركة بوارج الدولية | مناطق مختلفة     | 2008                 |                         | 50,000                  |                           | تملك بارجتان للتحلية بقدرة 25000 م3 يوم لكل بارجة، وعملت البارجتان في كل من الشعيبة والشقيق وينبع | [ 15 ] [ 16 ] [ 17 ] |
|       |                    |                  |                      | المجموع                 | - (م3 يومياً)            | - (ميجا وات)              |                                                                                                   |                      |

### محطات غير بحرية
| ترتيب | اسم المحطة       | الموقع (المرحلة) | بدء التشغيل والإنتاج | عملية التحلية المستخدمة | إنتاج المياه (م3 يومياً) | إنتاج الكهرباء (ميجا وات) | المدن المستفيدة وملاحظات | مراجع  |
| ----- | ---------------- | ---------------- | -------------------- | ----------------------- | ----------------------- | ------------------------- | ------------------------ | ------ |
| 1     | تحلية مياه رفحاء | محافظة رفحاء     |                      | تبخير                   | 13.500                  | غ . م                     | تبخير المياه المالحة     | [ 18 ] |
|       |                  |                  |                      | المجموع                 | - (م3 يومياً)            | - (ميجا وات)              |                          |        |

### محطات خيرية
| ترتيب | اسم المحطة           | الموقع (المرحلة) | بدء التشغيل والإنتاج | عملية التحلية المستخدمة | إنتاج المياه (م3 يومياً) | إنتاج الكهرباء (ميجا وات) | المدن المستفيدة وملاحظات                                        | مراجع  |
| ----- | -------------------- | ---------------- | -------------------- | ----------------------- | ----------------------- | ------------------------- | --------------------------------------------------------------- | ------ |
| 1     | محطة تحلية قرية الرس | محافظة الوجه     |                      |                         | غ . م                   | غ . م                     | إحدى المشاريع الخيرية للأمير الراحل سلطان بن عبد العزيز آل سعود | [ 19 ] |
|       |                      |                  |                      | المجموع                 | - (م3 يومياً)            | - (ميجا وات)              |                                                                 |        |

## محطات تحت الإنشاء
| ترتيب | اسم المحطة | المرحلة | بدء التشغيل والإنتاج | عملية التحلية المستخدمة | إنتاج المياه (م3 يومياً) | إنتاج الكهرباء (ميجا وات) | المدن المستفيدة وملاحظات | مراجع         |
| ----- | ---------- | ------- | -------------------- | ----------------------- | ----------------------- | ------------------------- | --- | ------------- |
| 1     | رأس الخير  |         |                      | تناضح عكسي              | 1,025,000               | 2400                      | 800 ألف للرياض، 100 ألف الوشم وسدير والمجمعة والزلفي والغاط، والمزاحمية 100 ألف وضرما والقوعية والخرج، و 100 ألف متر حفر الباطن والقيصومة والقرية العليا | [ 20 ] [ 21 ] |
| 2     | رابغ       | الرابعة | 2018 (مجدول)         | تناضح عكسي              | 600,000                 |                           | رابغ وجدة ومكة والطائف | [ 23 ]        |
| 3     | ينبع       | الثالثة |                      | تناضح عكسي              | 550,000                 | 2500                      | المدينة المنورة - ينبع البحر - محافظة المهد - الصويدرة - الحناكية                                                                                        | [ 2 ] [ 20 ]  |
| 4     | رابغ       | الثالثة |                      |                         | 20,000                  |                           | رابغ | [ 23 ]        |
| 5     | العقير     | الأولى  |                      | تناضح عكسي              | 10.000                  |                           | محافظة العقير | [ 24 ]        |
| 6     | حقل        | الثالثة |                      | تناضح عكسي              | 9.000                   |                           | محافظة حقل | [ 24 ]        |
| 7     | ضباء       | الرابعة |                      | تناضح عكسي              | 9.000                   |                           | محافظة ضباء | [ 24 ]        |
| 8     | الوجه      | الرابعة |                      | تناضح عكسي              | 9.000                   |                           | محافظة الوجه | [ 24 ]        |

## مشاريع مستقبلية
| ترتيب | اسم المحطة    | المرحلة         | بدء التشغيل والإنتاج | عملية التحلية المستخدمة | إنتاج المياه (م3 يومياً) | إنتاج الكهرباء (ميجا وات) | المدن المستفيدة وملاحظات | مراجع  |
| ----- | ------------- | --------------- | -------------------- | ----------------------- | ----------------------- | ------------------------- | ------------------------ | ------ |
| 1     | تحلية الشعيبة | المرحلة الرابعة |                      |                         | 650.000                 |                           |                          | [ 24 ] |
| 2     | تحلية الجبيل  | المرحلة الرابعة |                      |                         | 320.000                 |                           |                          | [ 24 ] |
| 3     | تحلية ينبع    | المرحلة الرابعة |                      |                         | 300.000                 |                           |                          | [ 24 ] |
| 4     | تحلية الخبر   | المرحلة الرابعة |                      |                         | 2500.000                |                           |                          | [ 24 ] |
| 5     | تحلية الخبر   | المرحلة الخامسة |                      |                         | 220.000                 |                           |                          | [ 24 ] |
| 6     | تحلية الشقيق  | المرحلة الثالثة |                      |                         | 175.000                 |                           |                          | [ 24 ] |
| 7     | تحلية ينبع    | المرحلة الخامسة |                      |                         | 100.000                 |                           |                          | [ 24 ] |
| 8     | تحلية جدة     | ت ع الرابعة     |                      |                         | 400.000                 |                           |                          | [ 2 ]  |

### تحلية المياه بالطاقة الشمسية
في يناير عام 2015، منح أول عقد، وبتكلفة 130 مليون دولار، لإنشاء محطة تحلية مياه تعمل بالتناضح العكسي وتشغل بالطاقة الشمسية وبقدرة 60000 م3 / يوم. في الخفجي بالمملكة العربية السعودية لكونسورتيوم يتألف من شركة أبينجوا (Abengoa) الاسبانية وشركة تقنية المياه المتقدمة (AWT)، التابعة للشركة السعودية للتنمية والاستثمار التقني (تقنية) وهي الذراع التجاري لمدينة الملك عبدالعزيز للعلوم والتقنية. وذلك من خلال استخدام تقنيات طاقة متجددة رفيعة المستوى في تحلية المياه المالحة من خلال إنشاء أكبر حوض بحري في العالم لتحلية المياه يعمل بالطاقة الشمسية. من خلال استخدام كريستالات خلايا شمسية بقدرة 15 ميغاواط، والتي صممتها وكالة أبحاث مدينة الملك عبد العزيز للعلوم والتكنولوجيا. وهذه المحطة هي جزء من الخطة الوطنية الشاملة لتوسيع استخدام الطاقة الشمسية في مشاريع تحلية المياه، والتي أطلقت في عام 2010 فيما يعرف بمبادرة الملك عبد الله للتحلية المياه بالطاقة الشمسية.
هذا المشروع الرائد عالميا لأنه يشتمل على محطة ضوئية قادرة على تزويد الطاقة التي تتطلبها عملية تحلية المياه، والحد بشكل كبير من تكاليف التشغيل. سيكون لها أيضا نظام لتحسين استهلاك الطاقة ومرحلة ما قبل المعالجة للحد من مستوى عال من الملوحة والزيوت والدهون الموجودة في مياه البحر في المنطقة.
| ترتيب | اسم المحطة  | الموقع (المرحلة) | بدء التشغيل والإنتاج | عملية التحلية المستخدمة | إنتاج المياه (م3 يومياً) | إنتاج الكهرباء (ميجا وات) | المدن المستفيدة وملاحظات | مراجع |
| ----- | ----------- | ---------------- | -------------------- | ----------------------- | ----------------------- | ------------------------- | ------------------------ | ----- |
| 1     | محطة الخفجي | الخفجي           |                      | تناضح عكسي              | 60.000                  | غ . م                     | تشغل بالطاقة الشمسية     |       |
|       |             |                  |                      | المجموع                 | 60.000 (م3 يومياً)       | - (ميجا وات)              |                          |       |

## محطات تاريخية أو خارج الخدمة
| ترتيب | اسم المحطة | الموقع (المرحلة) | بدء التشغيل والإنتاج | تاريخ التوقف | عملية التحلية المستخدمة | كانت تنتج مياه (م3 يومياً) | كانت تنتج كهرباء (ميجا وات) | مدن مستفيدة (سبب التوقف وملاحظات)             | مراجع         |
| ----- | ---------- | ---------------- | -------------------- | ------------ | ----------------------- | ------------------------- | --------------------------- | --------------------------------------------- | ------------- |
| 1     | محطة الوجه | الوجه (1)        | 1389هـ               |              |                         | 60.000 (جالون يوميا)      | -                           | انتهاء العمر الافتراضي                        | [ 30 ]        |
| 2     | محطة ضباء  | ضباء (1)         | 1389هـ               |              |                         | 60.000 (جالون يوميا)      | -                           | انتهاء العمر الافتراضي                        | [ 30 ]        |
| 3     | محطة جدة   | جدة (1)          | 1390هـ               | -            |                         | 20,000                    | 50                          | جدة، انتهاء العمر الافتراضي                   | [ 30 ]        |
| 4     | محطة جدة   | جدة (2)          | 1398 هـ              | -            |                         | -                         | -                           | انتهاء العمر الافتراضي                        | [ 31 ] [ 32 ] |
| 5     | محطة جدة   | جدة (3)          | 8 ربيع ثاني 1399هـ   | صفر 1435هـ   |                         | 88.000                    | 256                         | انتهاء العمر الافتراضي بعد 35 عاماً من التشغيل | [ 33 ] [ 34 ] |
|       |            |                  |                      |              | المجموع                 | - (م3 يومياً)              | - (ميجا وات)                |                                               |               |

## الخط الزمني لتحلية المياه في السعودية
| تاريخ هجري | تاريخ ميلادي | الحدث | مراجع         |
| ---------- | ------------ | --- | ------------- |
| 1348 هـ    | 1928م        | أنشىء أول جهازي تكثيف لتقطير مياه البحر في جدة عرفا باسم الكنداسة | [ 30 ] [ 35 ] |
| 1385 هـ    |              | إحداث مكتب بوزارة الزراعة والمياه لدراسة الجدوى الاقتصادية والخطوات التمهيدية لإنشاء محطات التحلية. | [ 35 ]        |
| 1389 هـ    |              | افتتاح المرحلة الأولى لمحطتي الوجه وضباء. | [ 35 ]        |
| 1390 هـ    |              | افتتاح المرحلة الأولى لمحطة جدة. | [ 35 ]        |
| 1392 هـ    |              | أنشئت وكالة الوزارة لشؤون تحلية المياه المالحة بوزارة الزراعة والمياه. | [ 35 ]        |
| 1393 هـ    |              | افتتاح المرحلة الأولى لمحطة الخبر. | [ 35 ]        |
| 1394 هـ    |              | صدر المرسوم الملكي رقم م/49 بإنشاء ( المؤسسة العامة لتحلية المياه المالحة ) كمؤسسة عامة. | [ 35 ]        |
| 1394 هـ    |              | افتتاح المرحلة الأولى لمحطة الخفجي. | [ 35 ]        |
| 1395 هـ    |              | افتتاح المرحلة الأولى لمحطة أملج. | [ 35 ]        |
| 1398 هـ    |              | افتتاح المرحلة الثانية لمحطة جدة. | [ 35 ]        |
| 1399 هـ    |              | افتتاح أربع محطات، المرحلة الثانية لمحطة الوجه وضباء، المرحلة الأولى لمحطة فرسان والمرحلة الثالثة لمحطة جدة | [ 35 ]        |
| 1400 هـ    |              | افتتاح المرحلة الأولى لمحطة حقل. | [ 35 ]        |
| 1401 هـ    |              | افتتاح المرحلة الأولى لمحطة المدينة / ينبع. | [ 35 ]        |
| 1402 هـ    |              | افتتاح ثلاث محطات، المرحلة الأولى لمحطة الجبيل، المرحلة الأولى لمحطة رابغ، المرحلة الرابعة لمحطة جدة، كما تم افتتاح مركز التدريب بالجبيل وبدأ أول دوراته. | [ 35 ]        |
| 1403 هـ    |              | افتتاح المرحلة الأولى لمحطة البرك، والمرحلة الثانية لمحطتي الجبيل والخبر. | [ 35 ]        |
| 1406 هـ    |              | افتتاح التوسعة الأولى لمحطة الوجه، والمرحلة الثانية لمحطتي الخفجي وأملج. | [ 35 ]        |
| 1407 هـ    |              | افتتاح المرحلة الأولى لمحطة العزيزية، افتتاح مركز الأبحاث والتطوير والتدريب في محطة الجبيل. | [ 35 ]        |
| 1409 هـ    |              | افتتاح خمس محطات، المرحلة الثالثة لمحطة ضباء، التوسعة الثانية لمحطة الوجه، المرحلة الأولى لمحطة التناضح العكسي بجدة، المرحلة الأولى لمحطة مكة / الطائف، المرحلة الأولى لمحطة عسير. | [ 35 ]        |
| 1410 هـ    |              | افتتاح المرحلة الثانية لمحطة حقل. كما تم افتتاح التوسعة الأولى لمحطة فرسان. | [ 35 ]        |
| 1414 هـ    |              | افتتاح المرحلة الثانية لمحطة التناضح العكسي بجدة. | [ 35 ]        |
| 1420 هـ    |              | افتتاح المرحلة الثانية لمحطتي ينبع بالتبخير الوميضي والتناضح العكسي. | [ 35 ]        |
| 1422 هـ    |              | تشغيل محطتي الخبر( المرحلة الثالثة), و محطة الجبيل بالتناضح العكسي. | [ 35 ]        |
| 1423 هـ    |              | تشغيل محطة الشعيبة (المرحلة الثانية). | [ 35 ]        |
| 1425 هـ    |              | تشغيل نظام نقل المياه إلى الاحساء وبقيق. كما صدر قرار معالي محافظ المؤسسة رقم ( 33528 ) وتاريخ 5 / 7 / 1425 هـ لتكوين فريق التخطيط الاستراتيجي لدراسة الإجراءات المطلوبة لتخصيص المؤسسة وإعادة هيكلتها. | [ 35 ]        |
| 1426 هـ    |              | ترسية مشروع محطة الشعيبة ( المرحلة الثالثة ) لتحلية المياة المالحة إنتاج الطاقة الكهربائية. كما تم ترسية مشاريع محطات الوجه ( المرحلة الثالثة ) وأملج ( المرحلة الثالثة ) ورابغ (المرحلة الثانية) والليث والقنفذة (المرحلة الأولى) وفرسان (المرحلة الثانية). ترسية عقود الاستشاريين لدراسة إعادة هيكلة المؤسسة وبرنامج التخصيص. | [ 35 ]        |